# Jon Gittens
Jon Gittens (Moseley, 1964. január 22. – 2019. május 10.) angol labdarúgó, hátvéd, edző.

## Pályafutása

### Játékosként
A Paget Rangers FC csapatában kezdte a labdarúgást. 1985 és 1987 között a Southampton, 1987 és 1991 között a Swindon Town, 1991–92-ben ismét a Southampton labdarúgója volt. 1992-ben kölcsönben szerepelt a Middlesbrough csapatában, amely az 1992–93-as szezonra szerződtette a játékost. 1993 és 1996 között a Portsmouth, 1996 és 1998 között a Torquay United, 1998 és 2000 között az Exeter City, 2000–01-ben a Nuneaton Borough játékosa volt. 2001-ben kölcsönben a Dorchester Town csapatában játszott. 1998-ban a Torquay United az év játékosának választotta.

### Edzőként
2002 és 2004 között a Fareham Town, 2007 és 2010 között a Blackfield & Langley vezetőedzője volt.

## Sikerei, díjai
- Torquay United – az év játékosa (1998)